# セシル・シャープ
セシル・ジェームズ・シャープ（Cecil James Sharp 1859年11月22日 - 1924年6月23日）は、イングランドの民謡、民俗舞踊、器楽音楽収集家、講師、教師、作曲家、音楽家。エドワード朝時代のイングランドにおける民謡の再興に重要な役割を果たした。スティーヴ・ラウドによると、シャープはこの国の「民謡と民族音楽の研究の中でただ一人の最も重要な人物」であるという。
シャープはイングランド南西部や米国の南アパラチア地方で4000曲を超える民謡を収集した。彼はフィールドワークに基づき歌曲集を多数出版しており、多くはピアノ編曲の形をとっている。また、有力な理論書である『English Folk Song: Some Conclusions』を著したが、これは現代では広く批判にさらされている。彼はイングランドのモリス・ダンスを記号を用いて記録しており、モリス・ダンスとイングランドのカントリー・ダンスの両方の復活に重要な役割を果たした。1911年には英国民俗舞踊協会を共同で設立した。この団体は後に民謡協会と統合され英国民族舞踊民謡協会となった。
シャープの作品は選別を行っていること、恣意的な削除、ナショナリズム、並びにレイシズム的主張、利己的な用法、流用、階級主義により批判の的となっている。

## 幼少期
シャープはサリーのキャンバーウェルに長男として生まれた。父のジェームズ・シャープは粘板岩を商っており、考古学、建築、古家具、音楽に関心を持っていた。母のジェーン（旧姓ブロイド）も音楽愛好家だった。誕生日が音楽の聖人である聖セシリアの祭日であったことにちなみ、2人は息子をセシルと名付けた。セシルはアッピンガム・スクールで学び始めるが、15歳で同校を後にしてケンブリッジ大学で私的に指導を受けるようになり、同大学のクレア・カレッジでは漕艇部で活動、1882年に学士号を得た。

## オーストラリア時代
シャープは父の勧めに従い、オーストラリアへの移住を決意した。1882年11月にアデレードに到着し、1883年のはじめに南オーストラリア商業銀行の事務員の職を得た。法律をかじった彼は、1884年4月に裁判長サミュエル・ウェイと提携を結んだ。1889年までこの仕事を続け、その後は職を退き持てる時間の全てを音楽に注ぎ込んだ。彼は移住後すぐにセント・ピーターズ大聖堂の副オルガニストに就任しており、公邸合唱協会と大聖堂合唱協会の指揮者も務めていた。後年、アデレード・フィルハーモニックの指揮者となり、1889年にはゴットホールド・レイマンと協力関係を築き共同でアデレード音楽大学の学長を務めた。
シャープは教員として大きな成功を収めたが、1891年の中頃に協力関係は解消に至った。音楽大学はレイマンの下で存続し、1898年に総合大学へ連結する形でエルダー音楽院へと変貌を遂げた。多くの友人を作っていたシャープに対して、300筆以上の署名とともにアデレードでの職に留まるよう嘆願が出されたが、彼はこれを固辞してイングランドへの帰国を決め、1892年1月に再び祖国の地を踏んだ。アデレード時代にはオペレッタ『Dimple's Lovers』のための音楽を書いており、1890年9月9日にアデレードのアルバート・ホールにおいてギャリック・クラブによって上演された他、『Sylvia』、『The Jonquil』という2つのライト・オペラを作曲した。前者は1890年12月4日にシアター・ロイヤルで初演された。各作品のリブレットを著したのはガイ・ブースビーである。また、シャープは子どもの言葉遊びに音楽を書いており、それらは大聖堂合唱協会によって歌われた。

## イングランド帰国
1892年にイングランドへ戻ったシャープは、1893年8月22日にサマセット、クリーブトンにおいて、彼と同じく音楽愛好家のコンスタンス・ドロシー・バーチと結婚した。2人は1男3女に恵まれた。また1893年にはロンドン北部に所在するプレパラトリー・スクールであるルドグローヴ・スクールの音楽教諭に任用された。同校で17年間務める間には、他の多数の音楽職も引き受けた。
1896年にはハムステッド音楽院の校長に就任、これは住宅付きで勤務は通常の半分の職であった。1904年にシャープは初めてエマ・オーヴァードに出会う。彼女は6人の子どもを持つ、教養豊かな農村労働者に過ぎなかった。シャープは彼女の歌唱に熱狂し、その歌の数々を編曲した。報酬と学生へ課外指導を行う権利についての長いもめごとの末、1905年7月に職を退いた彼は校長宿舎から退去しなければならなくなった。以降、彼の収入はルドグローヴでの給与に加えて民俗音楽の講義と出版によるものが大部分を占めていく。

### イングランドの民俗音楽

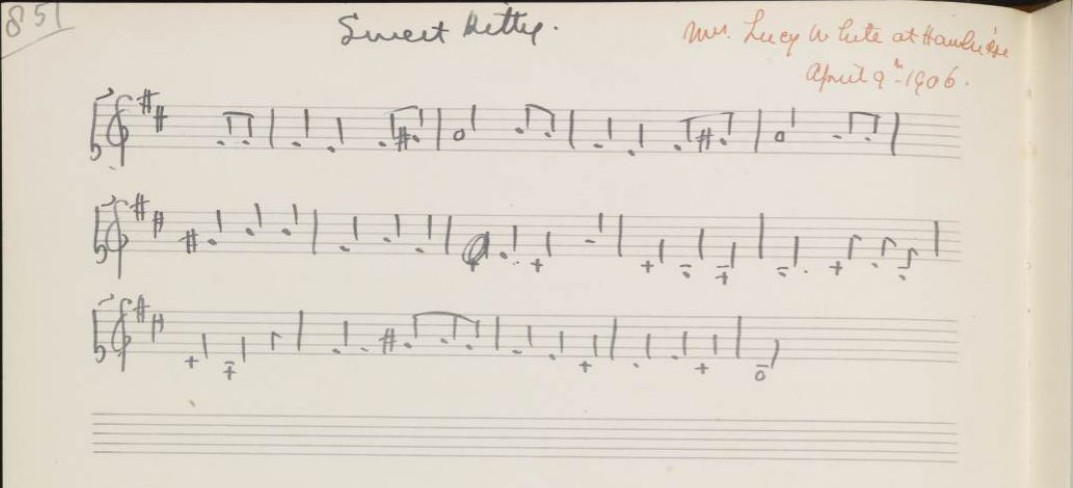
1906年にルーシー・ホワイトの歌からシャープが編曲した『Sweet Kitty』。

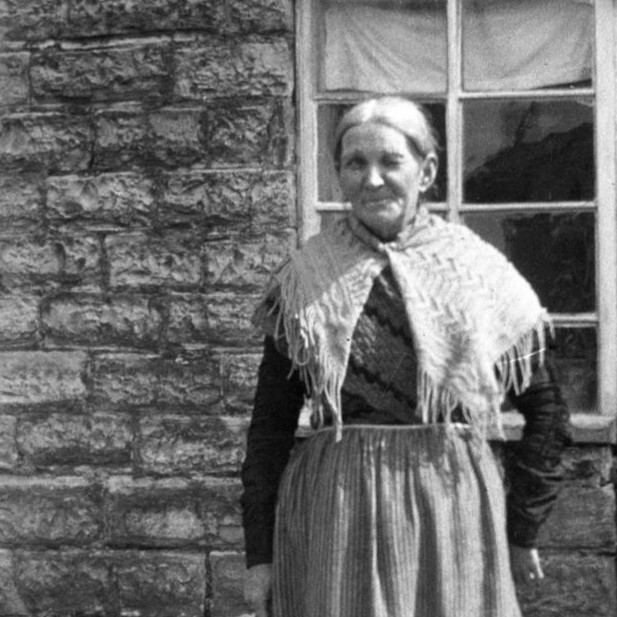
サマセットの民謡歌手であったルーシー・ホワイト（1848年–1923年）

シャープは音楽を教えながら作曲を行った。当時の音楽教育はドイツ由来であり完全にドイツの民俗音楽に基づくものであったことから、音楽教師としてのシャープは英国諸島の声楽、器楽による民族音楽、とりわけ楽曲に関心を抱くようになる。彼は英語（及び英国、アイルランドで話されている他の言語）の話者は、この国の各地で育まれた旋律表現という歴史的遺産に触れなければならないと考えた。1903年にアデレード時代の友人で歌詞編集者、この頃には南サマセットのハンブリッジで助任司祭になっていたチャールズ・マーソンを訪ねていた折に、民謡の収集を開始した。350人の歌い手から1600以上の旋律もしくはテクストを収集し、シャープはこれらの歌を用いて講義や新聞キャンペーンにおいてイングランド民謡の救済を呼び掛けていった。シャープは1907年以降に他にも15か国で歌を集めていたが、サマセットの歌曲が彼の経験と理論の核であった。
1899年のクリスマスにオックスフォード郊外のヘディントン・クォーリーの村で、コンサーティーナ奏者のウィリアム・キンバーとモリス・ダンスの踊り手たちの集団を見て、シャープはイングランドの伝統舞踊に関心を持った。当時、モリス・ダンスはイングランド中の田舎で各地それぞれの様式で踊られていた。シャープの表記法によって生まれた興味は都市部へこの習慣を広め、結果としてシャープの好む特定のモリスのスタイルがその他の地域のスタイルよりも人口に膾炙していくことになった。
ロンドンのエスペランス・ガールズ・クラブの主催者であったメアリー・ニールが、当時未出版であったシャープの表記法を用いて1905年にクラブの団員に踊りを教えたことが、モリス・ダンス復興のきっかけとなった。彼らのモリス・ダンスへの情熱に押され、シャープは1907年から自らの表記法を『Morris Books』という形で出版していった。
ドレット・ウィルキーはサウス・ウェスタン・ポリテクニックの一部であった物理教育チェルシー・カレッジの校長だった。同校は1907年にシャープと提携を開始し、モリス・ダンスを教えるようになった。1910年7月9日にロンドンで開催された日英博覧会ではカレッジの学生が踊りを披露しており、シャープとウィルキーは揃ってこれに赴いた。シャープはピアノ伴奏を務め、ウィルキーは日々20分の練習をする重要性を説いたのだった。翌月には、シャープとウィルキーはパリで行われた学校衛生国際会議の場で、同種の展示を実施している。
1911年から1913年にかけて、シャープは3巻からなる『イングランド北部の剣舞』を出版した。そこにはノーサンブリア王国のラッパー剣舞（英語版）とヨークシャーの長剣舞という、知られていなかったり失われかけていた踊りが収録された。これによってこれら2つの伝統舞踊は元の地域、またその後は各地において復活を遂げた。
教員と児童のための歌唱集
州立の大規模公立学校が黎明期にあった頃、シャープは当時まだ策定中であった音楽カリキュラムの中で教師と子どもが使用できるような歌唱集を出版した。こうした歌唱集には彼が収集した歌曲の彼自身が付したピアノ伴奏による編曲、合唱用編曲が含まれていた。日頃は無伴奏で歌っていたイングランドの伝統的歌い手が、もしシャープのピアノパートを聴いたとしたら気が散ると感じたのではないかと言われていたが、ピアノ伴奏による編曲はイングランド民謡の調べを学校に通う児童に広め、子どもたちを国の音楽遺産に触れさせるというシャープの目標達成を助けるものだったのである。
恣意的削除
学校向けプロジェクトであったということから、シャープが一部の歌曲のテクストを恣意的に削除した理由が説明される。削除は少なくともイングランド民謡において、あからさまに猥褻や暴力的でないにしても、しばしば性的な暗喩となっている部分で行われた。そうした歌詞はヴィクトリア朝の性的に潔癖ぶった中で、特に学校教材という文脈では出版され得ぬものであっただろうが、シャープは自身のフィールドワークのメモに正確に書き取っており、後世へ保存されることにはなったのである。淫靡であった歌を全年齢を対象にするに相応しく書き換えた実例として、有名な『The Keeper』が挙げられる。シャープのプロジェクトが掲げる第一の目標は、こうした歌曲が持つ特徴的かつまだあまり知られていない「メロディー」を音楽教育を通じて広めることであり、そのことからも彼が歌曲のテクストを相対的に重要性の低いものと考えていた理由が説明される。
英国民族舞踊協会、後の英国民族舞踊民謡協会
1911年、シャープは共同で英国民族舞踊協会を設立した。この団体はイギリス全土で研究会を開催して伝統的な踊りの普及に努め、1932年に民謡協会を合併して英国民族舞踊民謡協会となった。ロンドンに所在する協会の本部は、彼の栄誉を称えてセシル・シャープ・ハウスと名付けられている。
イングランドのクラシック音楽への影響
シャープの仕事が行われたのは、クラシック音楽における民族主義の時期に重なっていた。ここでの民族主義とは、イングランドのクラシック音楽を自国の民俗音楽の個性的な旋律パターンや、そうと分かるような音の間隔、装飾に基づいて生み出すことで、再活性化するとともに特徴づけようとする思想のことを指す。レイフ・ヴォーン・ウィリアムズはこうした目標を掲げた作曲家の一人であり、自らの足でノーフォーク、サセックス、サリーで民謡に関するフィールドワークを行った。民謡や民俗舞踊の旋律をクラシック音楽に用いて活力や刺激を得ようとすることは、古くは『フォリア』やマラン・マレーの『聖ジュヌヴィエーヴ・デュ・モン教会の鐘の音』から行われていたが、音楽に地域性を付与する試みは19世紀終盤のロマン派の歴史的個別主義にとって新しかった。

## アメリカ時代

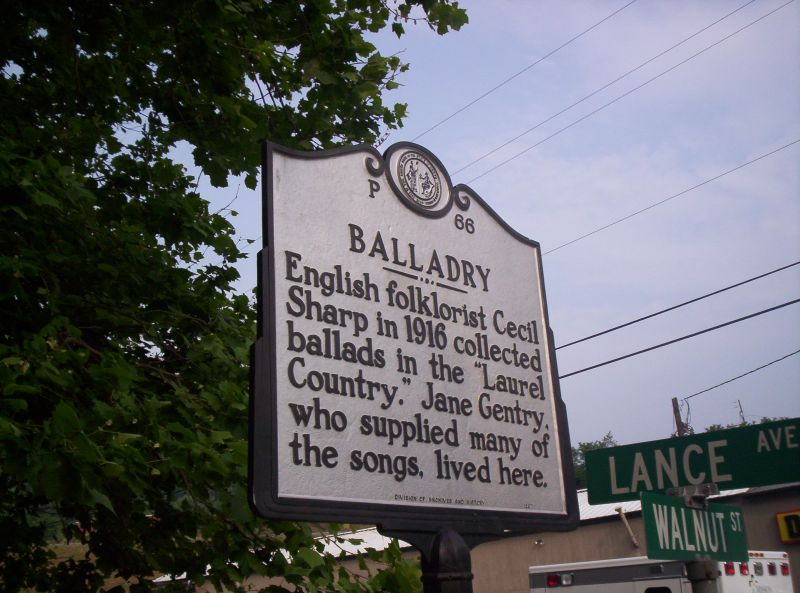
セシル・シャープ来訪を記念する看板。ホット・スプリングスにて。

第一次世界大戦中、シャープはこれまでのイングランドでの仕事で生活していくことが困難であると感じ、アメリカ合衆国に渡って生活費を稼ぐことに挑戦することを決意した。彼は1915年にニューヨークで行われた『真夏の夜の夢』の公演に舞踏コンサルタントを務めるべく招かれ、イングランド民謡、とりわけ民族舞踊の講義や指導を全国で行って成功を収めた。ボストンで裕福な篤志家のヘレン・ストローと出会い、彼女や仲間たちと共にカントリーダンス・アンド・ソング協会（英語版）の立ち上げに力を貸した。オリーヴ・デイム・キャンベルとも出会っており、彼女自身が南アパラチアの山々で収集したイギリス発祥のバラードの数々がもたらされた。キャンベルのコレクションの質の高さに納得したシャープは、1916年から1918年にかけて協力者のモード・カーペレスと共に、遠い山あいの田舎へと数回の歌曲収集遠征を実施した。これはキャンベルや、ロレーヌ・ワイマン、キャサリン・ジャクソン・フレンチといった収集家の足跡を辿りながらの旅だった。バージニア、ノースカロライナ、ケンタッキー、テネシーの各州にまたがるアパラチア山脈の旅は、しばしば何マイルにも及ぶ荒れた地形を徒歩で移動するものだった。シャープとカーペレスが記録を行ったは民謡の宝庫は、その多くがイギリス起源であったがシャープがイングランドの田舎で採集したものとは大きく異なる版もあり、祖国では完全に失われたものもあった。彼らはジェーン・ヒックス・ジェントリー、メアリー・サンズ、ケンタッキーのリッチー家の若いメンバーなどから歌を集め、遠方の丸太小屋でシャープが耳で聴きとった旋律を書きつけ、カーペレスが歌詞を書きとっていった。シャープが特に関心を示したのは「音を減らした音階」で書かれることの多い楽曲群であり、彼はそれらを非常に美しいと考えていた。

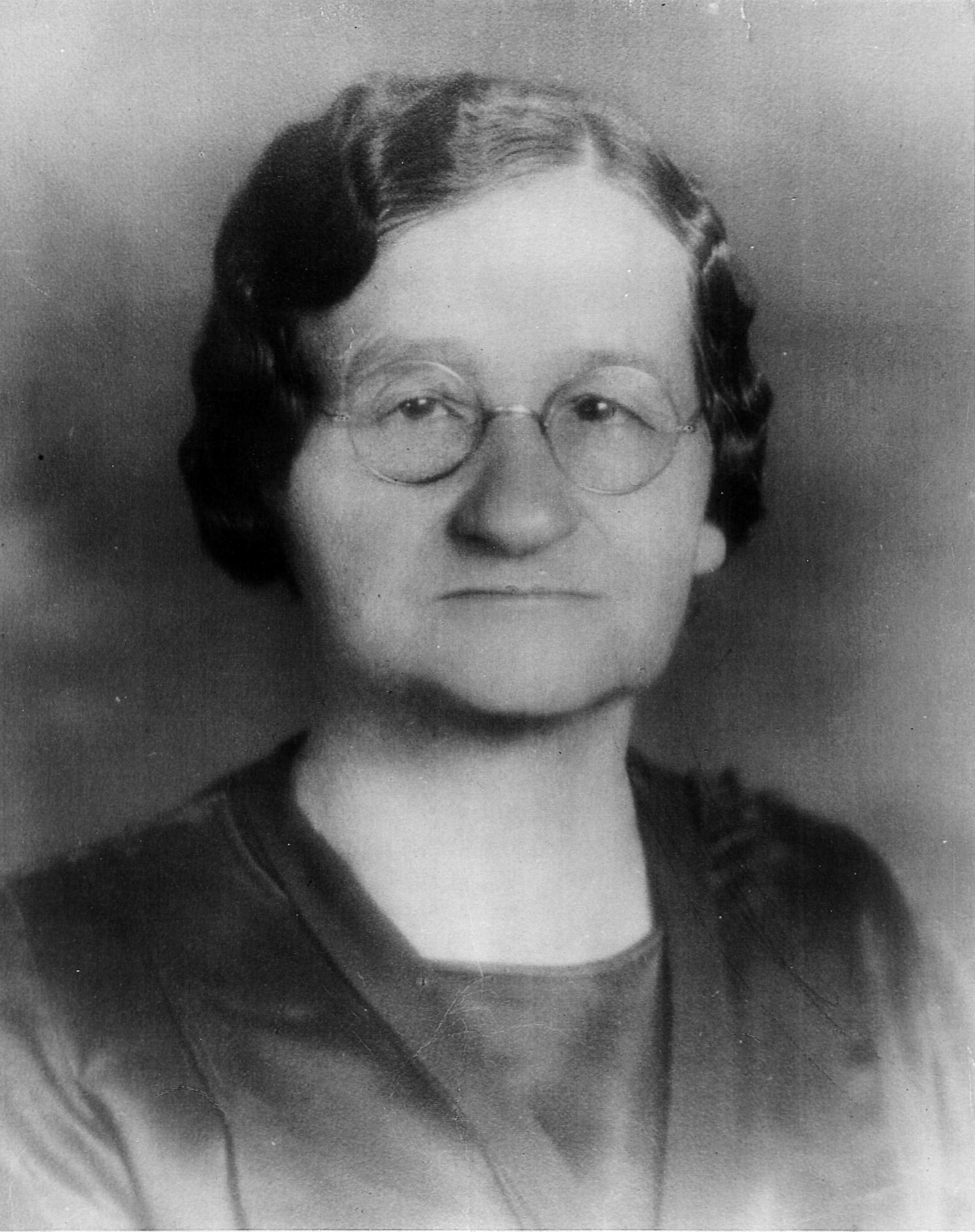
ノースカロライナ州、マディソン郡のメアリー・サンズ（1872年–1949年）、1920年頃

シャープはアパラチア到着後数週間して、以下の言葉を書き記している。
人々はまるで18世紀後期から19世紀初期のイングランド人のようである。彼らは英語を話し、イングランド人のような外見で、その作法は古風なイングランド風である。彼らが日常会話で習慣的に用いている多くの言葉や表現は失われているが、長くイングランドに存在したものである。彼らと打ち解けるのは私には実に容易で、彼らに歌ってもらったり自分たちの歌への情熱を見せてもらうのに苦労は要らない。既に書き留めた曲は100曲近くにのぼり、それらの多くは私にとっては未知であり、かつ美学的に非常に高い価値を有している。事実、これは16年前のイングランドでの最初の発見以来、最大の発見である。
オリーヴ・デイム・キャンベルとその夫ジョンはシャープとカーペレスをイングランド、スコットランド、アイルランド系の白人の比率の高い地域に案内していたため、収集をしていてもアパラチア中に暮らしていた白人、黒人、先住アメリカ人、その混血の文化的モザイクをあまり気にせず、またこれらの集団間の交流が変化のある掛け合わせの民謡の伝統に繋がっているということがほとんど意識されなかった。例えば、白人コミュニティーで目にしたスクエア・ダンスに対して彼は「ケンタッキー・ランニング・セット」と名付けたが、これを17世紀のイングランドの様式が残ったものであると考えたシャープの解釈は誤りであった。実際のところ、そこにはアフリカ系アメリカ人やヨーロッパの要素が含まれていたのである。
イギリス発祥の歌に溢れるコミュニティを調査するにあたり、シャープとカーペレスはドイツ系アメリカ人のコミュニティを避けており、ある時にはとある村がアフリカ系アメリカ人の居住地だと知って引き返すこともあった。「我々は - 主に丘陵地で - 歩を進めた。谷間にたどり着き、そこが黒人の居住地だとわかったとき（中略）我々の苦労や費やした力は全て台無しであった。」
シャープとカーペレスが書き留めた膨大な数の歌曲は、そうしなければ失われていたものが多く、彼らはアパラチア山脈のバラッドの伝統の保全に貢献を行った。彼らが収集した楽曲はバラッドの専門家であるバートランド・ブロンソンからは「疑いなくイギリス＝アメリカの民謡研究への一級の貢献」と評され、アーチー・グリーンには「記念碑的貢献（中略）文化理解における不滅の古文書」との評価を与えられる。しかし、彼や同時代のフィールドワーカーがチャイルド・バラッドやイギリスの古い題材に魅入られていたことにより、アパラチアの民俗音楽を圧倒的なアングロ・サクソンもしくはケルトの伝統だと誤って広め、そこにあった文化的多様性を見逃したことは論争の対象となり得る。
エリザベス・ディサヴィーノは2020年に著したキャサリン・ジャクソン・フレンチの伝記の中で、シャープが女性とスコットランド移民に由来するものに適切に認めていないと主張している。しかし、実のところ彼は『English Folk Songs from the Southern Appalachians』への序文にといて両者に言及を行っている。

## 政治的視点
シャープの矛盾した政治的見解は多分に議論の的となっている。後年、彼が自らを「保守的社会主義者」と称するようになったのには、ケンブリッジ時代に聴講したウィリアム・モリスの講義が影響した可能性がある。民主主義を支持していた彼は、「あらゆる形態の集団主義政府は、適切に機能するために民主的でもあらねばならない」と考え、ロシアで起こったボリシェビキ革命に懐疑的な見解を表明していた。時おり社会主義者との言及を受けるものの、彼の資本主義への反対は産業革命と近代化一般に対する懸念、および都市生活に勝る田舎暮らしの美徳を信じていたことに根ざしていた。この信念はモリスに始まりナチ党に至るまで広く共有されていたものであった。彼と同時代のルーシー・ブロードウッドやレイフ・ヴォーン・ウィリアムズは、シャープの理論が矛盾していることや地方の農民に対する恩着せ顔の態度を批判しており、このために彼の仕事が強い国家主義的性質を呈しているという点を除き、彼の真の視点を見極めることが難しくなっている。
シャープは死刑反対派であり、生涯菜食主義を貫いた。しかし、女性参政権運動は支持していなかった。その立場を取りながらも、熱心な女性参政権運動者であり、その活動が理由で投獄された妹のエヴェリン・シャープとは友好関係を保っていた。ホロウェー刑務所から釈放された彼女は、シャープに手紙を送りこの事件について口論をしようという希望は持っていないと述べている。

## 批判
シャープの思想は本人の死後半世紀にわたって影響力を持ち続けた。彼の門弟であるモード・カーペレスが共著に加わった、無批判でバラ色の伝記がその一端を担っていた。カーペレスも1954年に国際民族音楽評議会が作成した民謡の定義の中で、彼の考え方を神聖視していた。マルクス主義者で1960年代の2度目の民謡復興で主要な理論家であったA・L・ロイドは、シャープ思想からの脱却に影響を及ぼしたが、実のところ彼自身はシャープの考えに従っていた。ロイドは、民謡が「原始的ロマンティシズム」として隔絶された地方のコミュニティにしか見出されないというシャープの主張を拒絶し、シャープのピアノ編曲を「誤りであり実態を表さない」と評した。しかし、一方で収集家としてのシャープの能力は賞賛し、旋法を用いた楽曲の分析を讃え、シャープの原稿から数多くの例を図表に使用した。
さらに徹底的な批判が1970年代にデイヴィッド・ハーカーからもたらされた。彼は第1期民謡復興の動機と方法を疑問視し、シャープがイデオロギー的な理由により自らの研究に手を加えたとして非難した。ハーカーによれば
セシル・シャープを解した民謡[は]、「原材料」もしくは「楽器」として用いられるべきものである。地方のプロレタリアートの小さな欠片から抽出されながら（中略）人々のためとして町や国に同じように押し付けられ、それも元来の形でではなく、そうでありながら、音楽院のカリキュラムに上手く組み込まれ、愛国感情と中産階級の価値感の基礎を作り出した。
「偽歌」（Fakesong）がシャープと仲間たちの業績に関する再評価を広めることになった。ヴィック・ゲイモン（Vic Gammon）は「偽歌」は初期の民俗音楽運動についての「批判的仕事の始まり」を代表するものだとコメントしたが、彼は後に「ハーカーがそれを良しとしていたという意味ではない」とも述べている。C・J・ベアマンは後年、ハーカーの分析がエドワード朝時代に性的な材料を出版することが困難であったことを無視していると批判しており、シャープは私的に元の歌詞を保存していたではないかと主張している。しかしながら、シャープらが収集した材料の多くは、商業的刊行物が元となっているという説が現在では広く受け入れられており、シャープによって推し進められた「民謡」の構成要素の狭い定義は、今では大きく拡大されている。
1993年、ジョルジーナ・ボーイズ（Georgina Boyes）が著書『The Imagined Village – Culture, Ideology and the English Folk Revival』を発売し、その中でヴィクトリア朝とエドワード朝時代の民謡復興は文化的に時代錯誤な地方コミュニティー - 常民（The Folk） - を創り上げた、そしてその思想を援護すべく典型的でない歌曲の収集を行ったとして批評した。この書籍ではシャープが制限を課す傾向についても批判を行っており、それは彼の同時代人も多くが不満を表明していたところである。制限についてボーイズは、家父長制の中で女性との権力分担を拒絶するものであると唱えており、結果としてモリス・ダンスの動きの制御を巡ってメアリー・ニールとの間に勢力争いが起こっていた。ダニエル・ウォルコヴィツは、アメリカでの民族舞踊運動の初期にエリザベス・バーチェナルに対するシャープの振る舞いについて同様の主張を行っていた。
シャープのアメリカでの歌曲収集もまた、アメリカの文化政治学の学者の間で議論の的となっている。ヘンリー・シャピロはアパラチア山脈の文化が「アングロ＝サクソン」であると認識されていることに関して彼が大きな責任を負ってるとし、ベンジャミン・フィリーンとダニエル・ウォルコヴィツはシャープがフィドル曲、讃美歌、新しく生まれていた楽曲、アフリカ系アメリカの起源を持つ歌曲を無視したと主張する。デイヴィッド・ウィスナントはシャープの選別に同種の主張を行っているが、シャープは「真剣で、勤勉で、地方の人々に対して一様に親切で敬意を払っている」と称賛も行っている。より最近では、フィル・ジャミソンがシャープ「は、イングランドの音楽と踊りにしか興味がなかった。彼はそれ以外を無視した。」と述べた。しかし、ブライアン・ピーターズはシャープのコレクションを詳細に分析して、アメリカ人が生み出した歌曲と讃美歌、フィドル曲、そしてシャープ自身が「黒人」に起源を持つと説明した歌曲を多数同定している。

## 主要作品
- Cecil Sharp's Collection of English Folk Songs, Oxford University Press, 1974; ISBN 0-19-313125-0.
- English folk songs from the southern Appalachians, collected by Cecil J. Sharp; comprising two hundred and seventy-four songs and ballads with nine hundred and sixty-eight tunes, including thirty-nine tunes contributed by Olive Dame Campbell, edited by Maud Karpeles.  Oxford:  Oxford University Press, 1932.[44]
- English folk songs, collected and arranged with pianoforte accompaniment by Cecil J. Sharp, London:  Novello (1916).  This volume has been reprinted by Dover Publications under ISBN 0-486-23192-5 and is in print.
- English Folk Song:  Some Conclusions (originally published 1907. London:  Simpkin; Novello).  This work has been reprinted a number of times. For the most recent (Charles River Books), see ISBN 0-85409-929-8.
- The Morris Book a History of Morris Dancing, With a Description of Eleven Dances as Performed by the Morris-Men of England by Cecil J. Sharp and Herbert C MacIlwaine, London:  Novello (1907). Reprinted 2010, General Books; ISBN 1-153-71417-5.